# Karel Vrdlovec
Karel Vrdlovec (8. října 1914 Český Dub – 9. února 2003 Londýn) byl důstojník Československé samostatné obrněné brigády v období druhé světové války.

## Život

### Před druhou světovou válkou
Karel Vrdlovec se narodil 8. října 1914 v Českém Dubu v rodině hodinářského mistra Josefa Vrdlovce a jeho ženy Anny, rozené Prchlíkové. Vychodil obecnou a měšťanskou školu, vystudoval dvouletou pokračovací školu a začal se živit jako obchodní příručí v českodubském železářství. Byl členem Sokola. V roce 1933 nastoupil prezenční vojenskou službu u pěšího pluku 38 v Berouně, v roce 1935 byl přeložen k pěšímu pluku 35 do Plzně. Po skončení prezenční služby se stal vojákem z povolání a mezi lety 1937 a 1938 vystudoval Vojenskou akademii v Hranicích. V hodnosti poručíka poté sloužil u pěšího pluku 22 v Jičíně. Zúčastnil se všeobecné mobilizace v roce 1938.

### Druhá světová válka
Po německé okupaci v březnu 1939 opustil Karel Vrdlovec 22. srpna ilegálně Protektorát Čechy a Morava a v Polsku vstoupil do zde vznikající československé zahraniční jednotky, kde zastával post velitele čety. Po pádu Polska v září 1939 ustoupil do Rumunska, kde byl internován. Po propuštění se přes Istanbul a Alexandrii dostal do Francie, kde se 30. října 1939 v Agde opět přihlásil do československé zahraniční armády. Během bitvy o Francii se zúčastnil ústupových bojů. Po pádu Francie se evakuoval do Spojeného království, kam dorazil 13. července 1940. Po opětovném zařazení do služby působil jako velitel roty či čety. V září 1941 utrpěl při výcviku zranění hlavy a nohy granátem, následkem byla ztráta pravého oka. Znovu byl zraněn v květnu 1943 po německém náletu na Dover. Do bojů na západní frontě se opětovně zapojil 1. září 1944 na pozici velitele 2. motorizované roty Československé samostatné obrněné brigády. Jeho specializací se stala průzkumná činnost na nepřátelské linii. Během obléhání Dunkerque byl 8. března 1945 opět raněn během autonehody v bojovém pásmu. Oženil se s Angličankou.

### Po druhé světové válce
Po skončení války působil Karel Vrdlovec mezi lety 1945 a 1947 jako pedagog na Vysoké škole válečné v Praze. K 15. březnu 1948 byl Armádním poradním sborem uklizen k pěšímu pluku 48 do Berouna. Dne 7. dubna téhož roku odešel ilegálně opět do zahraničí, přičemž manželku Yvonne a čtyřtýdenní dceru Janu nechal odjet již dříve. V Londýně začal pracovat pro exilový Československý zpravodajský úřad vedený plk. Karlem Procházkou jako vedoucí administrativního, od roku 1952 operačního oddělení. Po ukončení její činnosti v roce 1957 pracoval jako expert na Československo pro MI5. Byl činný v exilové Československé obci legionářské mj. byl redaktorem jejího časopisu Osvobození. V roce 1995 byl povýšen do hodnosti generálmajora ve výslužbě. Od rodného města obdržel titul Čestného občana. Zemřel 9. února 2003 v Londýně.

## Vyznamenání
- 3× Československý válečný kříž 1939
- 1945 Československá medaile za zásluhy I. stupně
- 1945 Československá medaile Za chrabrost před nepřítelem
- Pamětní medaile československé armády v zahraničí
- Croix de guerre
- Řád britského impéria
- Hvězda 1939–1945